# Сова-голконіг сулавеська
Сова́-голконі́г сулавеська (Ninox punctulata) — вид совоподібних птахів родини совових (Strigidae). Ендемік Індонезії.

## Опис
Довжина птаха становить 17-20 см. Верхня частина тіла переважно рудувато-коричневі, поцятковані чіткими білими плямками. Крила темно-коричневі, поцятковані білими плямками, хвіст коричневий, поцяткований вузькими світлими смужками. Груди з боків і боки коричневі, дещо поцятковані чорними плямками, решта нижньої частини тіла білувата. Лицевий диск темно-коричневий, над очима білі "брови", на горлі біла пляма. Очі темно-карi, дзьоб зеленувато-жовтий, лапи оперені, пальці жовтувато-сірі, кігті рогові.
Голос — гучний, чіткий потрійний крик «toi-toi-toit», причому третій крик є довший і більш глубокий, ніж два попередніх.

## Поширення і екологія
Сулавеські сови-голконоги мешкають на Сулавесі і на сусідніх островах Тогіан, Бутон, Муна, Кабаена і Вовоні. Вони живуть у вологих тропічних лісах, часто поблизу струмків, в рідколіссях і на полях. Зустрічаються поодинці або парами, переважно на висоті до 1100 м над рівнем моря, місцями на висоті до 2300 м над рівнем моря. Живляться переважно комахами.